# (229) Adelinda
(229) Adelinda és un asteroide pertanyent al cinturó exterior d'asteroides descobert el 22 d'agost de 1882 per Johann Palisa des de l'observatori de Viena, Àustria.
Està nomenat en honor de l'esposa de l'astrònom austríac Edmund Weiss (1837-1917).